# 香里ヌヴェール学院小学校
香里ヌヴェール学院小学校（こうりヌヴェールがくいんしょうがっこう）は、大阪府寝屋川市美井町にある私立小学校。キリスト教を母胎としており、京阪沿線在住の児童が多い。

## 沿革
（沿革節の主要な出典は公式サイト）
- 1921年（大正10年）5月 - 創立者メール・マリー・クロチルド・リュチニエをはじめ7人の修道女来日
- 1923年
  - 3月 - 大阪市東区玉造に聖母女学院創立
  - 4月 - 聖母女学院開校
- 1925年3月 - 文部大臣より認可を受け、聖母女学院高等女学校となる
- 1932年（昭和7年）
  - 2月 - 香里園に校舎落成　高等女学校移転
  - 4月 - 聖母女学院小学校開校
- 1988年4月 - 聖母女学院小学校、男女共学となる
- 1991年（平成3年）4月 - 校名変更「大阪聖母学院小学校」となる
- 1997年6月 - プール改修、マリー・クロチルド記念プールと命名
- 2017年4月 - 校名変更「香里ヌヴェール学院小学校」となる

## 交通
- 最寄り駅は京阪本線香里園駅
- 京阪本線香里園駅までの間に指定された通学路は、住宅街であるため見通しがよく開放的である。

## 進学の状況
- 香里ヌヴェール学院小学校が位置する大阪・香里キャンパスには中学校・高等学校が併設されている。
- 香里ヌヴェール中学校及び高等学校はかつて女子校であったが、共学化した2017年以降は、香里ヌヴェール小学校に在籍する男子児童の内部進学が可能となった。

## 建学の精神
「カトリックの人間観・世界観に基づく教育を通して、真理を探求し、愛と奉仕と正義に生き、真に平和な世界を築くことに積極的に貢献する人間を育成する。」
香里ヌヴェール学院小学校は、学生の良心を始めとする全人格的能力を育成するべく、発達段階に応じた専門的教育及び宗教的な人間教育を一体のものとして推進している。
全人格的能力とは、人を愛し、学問を愛し、真理を追求し、自らの能力を高めようと務めることである。
香里ヌヴェール小学校の最終目標は、平和な世界の確立に参画する意思や能力を生徒に備えさせる事である。

## 校訓
「OBESSANCE ET PURETE」。フランス語で「従順，純潔」である。
「従順」とは、真理を探求する過程で、事情を適切に判断しそれを明確に表明するような、誠実に従う強い意志を意味し、「純潔」は真理を誠実に受け入れ、実践する生活態度を意味する。

## 教育方針
「人を愛し、自らを高める強い意志と豊かな心をもつ子どもを育成する」事を目標に、高い学力の保障のみならず、カトリックの宗教的価値観を基盤とした全人格的能力の育成に努めている。